# Dziegietnia
Dziegietnia – wieś w Polsce położona w województwie mazowieckim, w powiecie sokołowskim, w gminie Sokołów Podlaski. Ma status sołectwa. Leży nad Starą Rzeką.
Wieś duchowna Dzięgietnia położona była w 1795 roku w ziemi drohickiej województwa podlaskiego.
Od 1 stycznia 1973 do 4 października 1973 w gminie Bielany. 5 października 1973 sołectwo Dziegietnia włączono do gminy Sokołów Podlaski.
W latach 1975–1998 miejscowość administracyjnie należała do województwa siedleckiego.
Wierni kościoła rzymskokatolickiego należą do parafii Niepokalanego Serca Najświętszej Maryi Panny w Sokołowie Podlaskim